# Lilla Hukkajärvi
Lilla Hukkajärvi är en sjö i Överkalix kommun i Norrbotten och ingår i Sangisälvens huvudavrinningsområde.